# Guillem Sureda Molina
Guillem Sureda Molina (Palma 1926 - Madrid 1979) fou un escriptor i crític literari i taurí.
Va ser col·laborador de Camilo José Cela a la revista Papeles de Son Armadans i periodista i crític al Diario de Mallorca per mitjà de les seccions "Tenderete de la letras", sobre actualitat cultural i literaria, y "La suerte o la muerte", amb cròniques de les curses de braus que es celebraven al Coliseo Balear. Com a crític gastronòmic utilitzà el pseuònim "Tartarín". També va ser crític de toros de la revista Sábado Gráfico.
Va publicar nombrosos llibres, la majoria de temàtica taurina entre els quals destaquen Tauromagia i La suerte consumada.